# Comuna Murgași, Dolj
Murgași este o comună în județul Dolj, Oltenia, România, formată din satele Balota de Jos (reședința), Balota de Sus, Bușteni, Gaia, Murgași, Picăturile, Rupturile și Velești.

## Comuna Murgași
Reședința comunei este satul Balota de Jos.
Satul Balota este atestat documentar în actul domnesc din 7 august 1612 (emis la Târgoviște) al domnitorului Radu Mihnea.

## Demografie
Componența etnică a comunei Murgași
     Români (93,84%)
     Alte etnii (0%)
     Necunoscută (6,16%)
Componența confesională a comunei Murgași
     Ortodocși (89,37%)
     Adventiști (4,24%)
     Alte religii (0,14%)
     Necunoscută (6,25%)
Conform recensământului efectuat în 2021, populația comunei Murgași se ridică la 2.191 de locuitori, în scădere față de recensământul anterior din 2011, când fuseseră înregistrați 2.508 locuitori. Majoritatea locuitorilor sunt români (93,84%), iar pentru 6,16% nu se cunoaște apartenența etnică. Din punct de vedere confesional, majoritatea locuitorilor sunt ortodocși (89,37%), cu o minoritate de adventiști (4,24%), iar pentru 6,25% nu se cunoaște apartenența confesională.

## Politică și administrație
Comuna Murgași este administrată de un primar și un consiliu local compus din 11 consilieri. Primarul, Nicu-Daniel Țeligrădeanu[*], de la Partidul Social Democrat, este în funcție din 2016. Începând cu alegerile locale din 2024, consiliul local are următoarea componență pe partide politice:
|  | Partid                          | Consilieri | Componența Consiliului | Componența Consiliului | Componența Consiliului | Componența Consiliului | Componența Consiliului | Componența Consiliului | Componența Consiliului | Componența Consiliului |
|  | ------------------------------- | ---------- | ---------------------- | ---------------------- | ---------------------- | ---------------------- | ---------------------- | ---------------------- | ---------------------- | ---------------------- |
|  | Partidul Social Democrat        | 8          |                        |                        |                        |                        |                        |                        |                        |                        |
|  | Partidul Național Liberal       | 2          |                        |                        |                        |                        |                        |                        |                        |                        |
|  | Alianța pentru Unirea Românilor | 1          |                        |                        |                        |                        |                        |                        |                        |                        |

## Personalități
- Constantin Lupeanu (n. 1941), diplomat, scriitor, sinolog și traducător român din literatura chineză. Ambasador al României în China, Thailanda, Vietnam și Singapore. Între anii 2014 - 2019, Directorul Institutului Cultural Român de la Beijing, China;
- Constantin Corniță (n. 1945), etnolog, filolog.